# Liberal Movement
Liberal Movement (LM) var ett sydaustraliensiskt politiskt parti som verkade mellan 1973 och 1976 och var en föregångare för partiet Australian Democrats.
LM organiserades ursprungligen 1972 av den före detta premiärministern Steele Hall, som en intern grupp av Liberal and Country League (LCL), som svar på ett uppfattat motstånd mot eftersträvade reformer inom LCL. När spänningarna ökade mellan LCL:s konservativa flygel och LM efter statsvalet i mars 1973, grundades det i sin egen rätt, som ett reformvänligt liberalt parti, den 2 april 1973.
När det fortfarande var en del av parlamentet hade det som högst elva statliga parlamentariker. På egen hand reducerades den till tre parlamentariker - Steele Hall och Robin Millhouse i underhuset och Martin Cameron i överhuset. Vid det federala valet 1974 vann Hall en plats i senaten och David Boundy tog en plats. Vid statsvalet 1975 återtog Millhouse och Boundy sina platser, medan John Carnie vann ytterligare en plats. Cameron behöll sin plats i överhuset och förde partiet till dess topp på fem parlamentariker.
Efter ett flertal misslyckanden under 1976 valde partiet att återgå till att vara en del av Liberal and Country League.
Ett segment av LM, som leds av före detta statsadvokat-general Robin Millhouse, återförenades inte med liberalerna utan bildade istället ett nytt parti med namnet New Liberal Movement.